# Бдение над Финеган
„Бдение над Финеган“ (на английски: Finnegans Wake) е роман на ирландския писател Джеймс Джойс. Той е важен заради експерименталния си стил и репутацията си като едно от най-трудните художествени произведения на английски език. Написан в Париж за период от седемнадесет години и публикуван през 1939 г. – две години преди смъртта на автора – „Бдение над Финеган“ е последната творба на Джойс. Цялата книга е написана на предимно идиосинкратичен език, който съчетава стандартните английски лексикални единици и неологистични многоезични каламбури и словосливания с уникален ефект. Много критици смятат, че техниката е опит на Джойс да пресъздаде преживяването на съня и сънищата. Благодарение на лингвистичните експерименти, стила поток на съзнанието, литературните алюзии, свободните асоциации и изоставянето на всякакви наративни конвенции, „Бдението над Финеган“ остава до голяма степен непрочетен и непознат на широката публика. Въпреки препятствията, читателите и коментаторите достигат до широк консенсус за главните герои на книгата и, в по-малка степен, за неговия сюжет, но ключовите детайли остават неуловими.
Джойс започва работа по „Бдение над Финеган“ малко след публикуването на „Одисей“ през 1922 г. До 1924 г. в сериализираната форма започват да се появяват новите авангардни творби на Джойс в парижките литературни журнали The Transatlantic Review и transition (sic) под заглавието „fragments of Work in Progress“. Действителното заглавие на произведението остава тайна, докато книгата не бъде публикувана изцяло, на 4 май 1939. Първоначалната реакция към романа, както в сериализираната, така и в окончателната си форма, е до голяма степен отрицателна.
Оттогава творбата заема видно място в английската литература, въпреки многобройните си критици. Антъни Бърджес хвали „Бдение над Финеган“ и го описва като „голяма комична визия, една от малкото книги на света, която може да ни накара да се смеем на глас на почти всяка страница.“. Сега често срещаният термин кварк – елементарна частица – идва от „Бдение над Финеган“.